# Ignacio Vázquez Casavilla

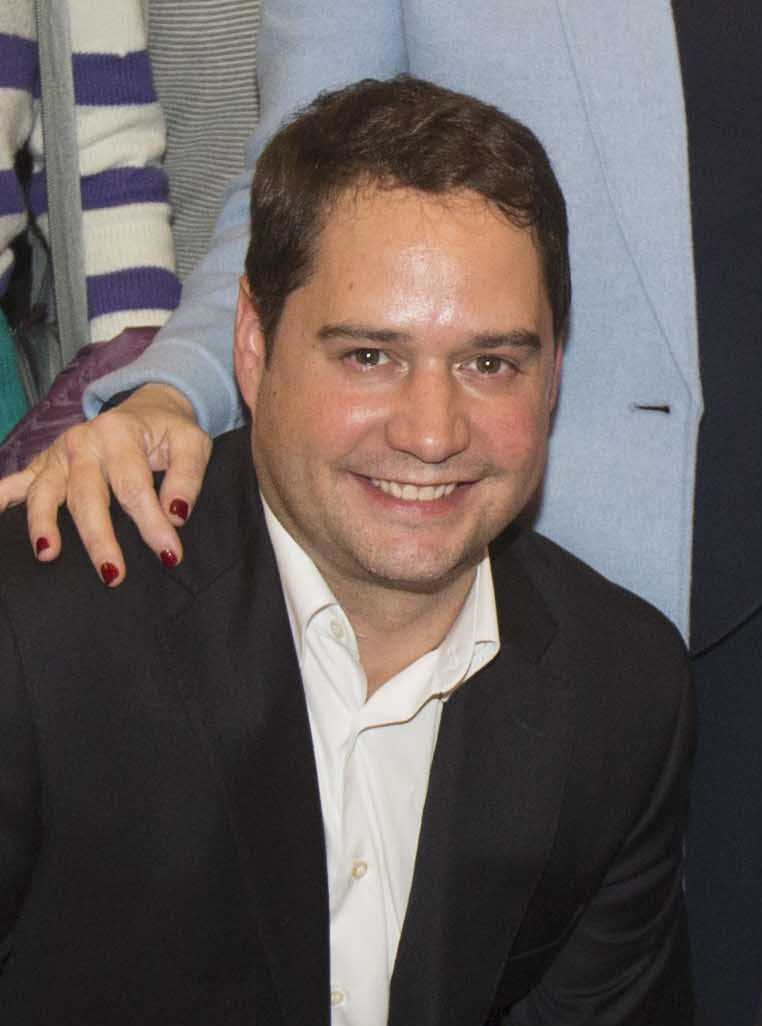
Ignacio Vázquez Casavilla en 2016

Ignacio Vázquez Casavilla (Madrid, 1977) es un político español del Partido Popular. Actualmente es consejero delegado de Metro de Madrid, cargo que ocupa desde el 28 de julio de 2023 cuando renunció a la Alcaldía Torrejón de Ardoz, siendo el más votado de las grandes ciudades españolas en las últimas Elecciones Municipales celebradas el 28 de mayo de 2023 en donde obtuvo el apoyo del 66,70% de los torrejoneros, votándole 42.301 vecinos. Además, también renunció a su acta como diputado regional en la Asamblea de la Comunidad de Madrid. También es el actual presidente del Partido Popular de Torrejón de Ardoz. Además, ha sido vicepresidente de la Red de Transparencia y Participación Ciudadana y miembro del Consejo Territorial de la Federación Española de Municipios y Provincias, órgano máximo a la que pertenecen 7.331 municipios españoles, vicepresidente 1º de la Federación de Municipios de Madrid (FMM) y presidente del Comité de Alcaldes del Partido Popular.

## Biografía
Nació el 5 de abril de 1977 en Madrid. Es Licenciado en Derecho y antes de entrar en política trabajó como vendedor en unos grandes almacenes, camarero en varios establecimientos hosteleros de Torrejón de Ardoz, en una asesoría fiscal y en una oficina bancaria.
Es militante del Partido Popular desde el año 2005 y desde enero de 2023 fue el presidente del partido en Torrejón de Ardoz hasta el 28 de julio de 2023.

### Alcalde de Torrejón
El 8 de julio de 2015, con 38 años, fue elegido alcalde de Torrejón de Ardoz sustituyendo a Pedro Rollán, que fue nombrado consejero de Transportes, Vivienda e Infraestructuras de la Comunidad de Madrid. Ganó las elecciones del 2019 con mayoría absoluta obteniendo 19 concejales del total de 27 que componen la corporación municipal torrejonera, siendo el segundo alcalde más votado de España de las grandes ciudades por detrás del de Vigo, Abel Caballero. En las elecciones del 28 de mayo de 2023 mejoró estos resultados obteniendo 21 concejales y logrando el apoyo del 66,70% de los votos emitidos, convirtiéndose en el alcalde más votado de España de las grandes ciudades.
Antes de convertirse en alcalde de Torrejón de Ardoz fue concejal en las legislaturas 2007-2011 y 2011-2015 siendo tercer teniente de alcalde y ocupando las concejalías de Juventud, Inmigración, Empleo y Hacienda.
También es el actual presidente del Partido Popular de Torrejón de Ardoz. Además, ha sido vicepresidente de la Red de Transparencia y Participación Ciudadana, y miembro del Consejo Territorial de la Federación Española de Municipios y Provincias, órgano máximo a la que pertenecen 7.331 municipios españoles, vicepresidente 1º de la Federación de Municipios de Madrid (FMM) y presidente del Comité de Alcaldes del Partido Popular.
Durante su mandato Torrejón de Ardoz se ha situado entre las ciudades más destacadas de España continuando con el gran proceso de transformación y mejora que inició su predecesor, Pedro Rollán. En su gestión destaca el hecho de colocar a la ciudad como un referente turístico familiar con el Parque Mágicas Navidades, que cada año visitan cientos de miles de personas. Además, se ha fomentado la creación de empleo con el nuevo Polígono Industrial Los Almendros, bajada de impuestos, un nuevo hospital privado, además de vivienda pública en alquiler a precios asequibles para los empadronados.

### Consejero delegado Metro de Madrid
El 28 de julio de 2023 renunció a la Alcaldía de Torrejón de Ardoz y a su acta de diputado regional, así como al resto de cargos de ostentaba en la Federación Española de Municipios y Provincias y en la Federación de Municipios de Madrid para ser consejero delegado de Madrid de Madrid.